# Manuterge

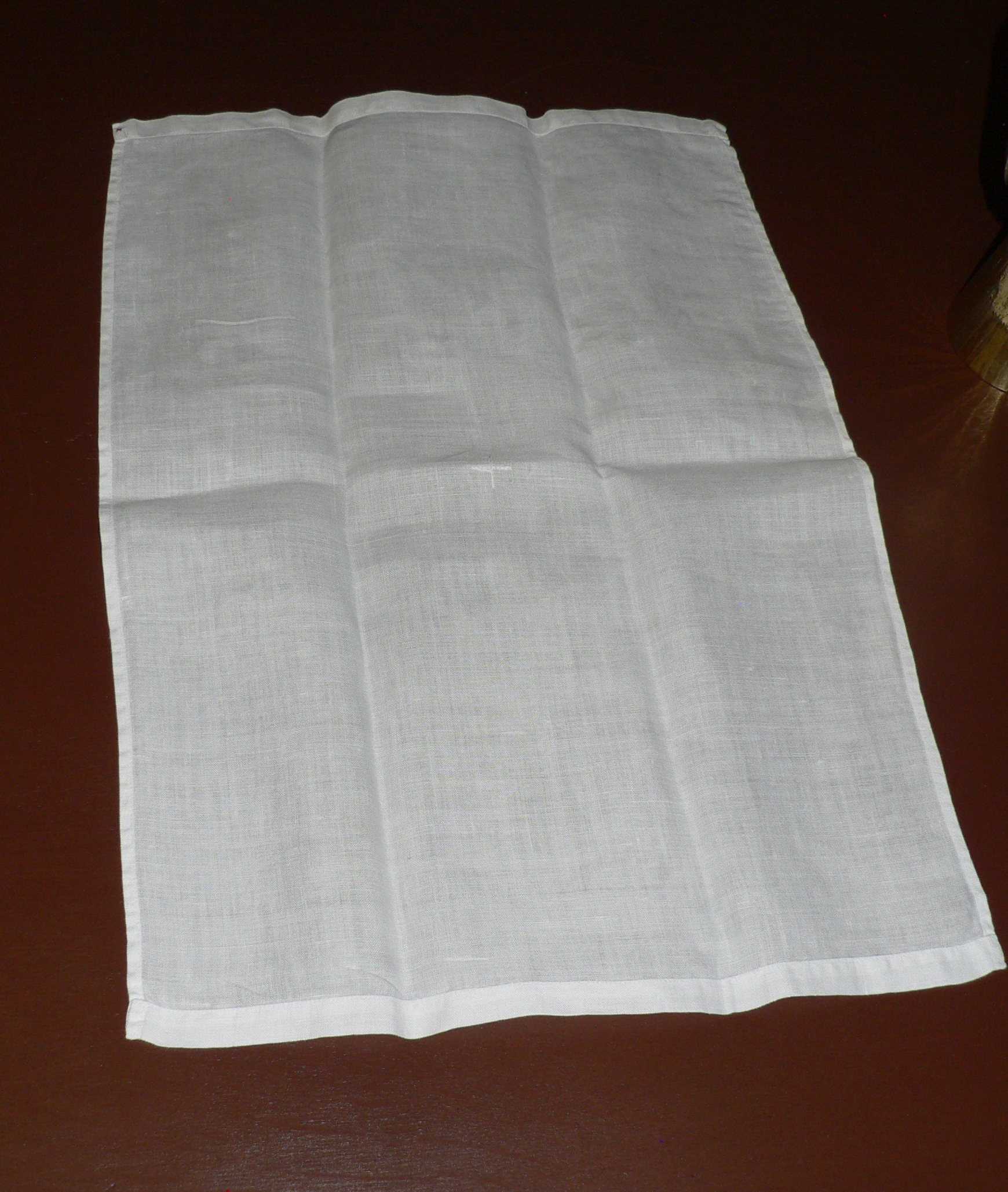
Manuterge déplié dans une sacristie allemande

Le manuterge est un linge liturgique, servant au prêtre à s'essuyer les doigts ou les mains après les avoir lavées durant le geste dit du lavabo. 

## Description
Déplié, il s'agit d'un linge rectangulaire mesurant environ trente-cinq sur quarante-cinq centimètres. Il est soit entièrement blanc, soit brodé d'une croix dans un coin et non au centre. La photo montre un purificatoire qui se distingue avec une croix au centre. On le distingue ainsi du purificatoire, brodé d'une croix en son centre, et du corporal, fortement amidonné et brodé d'une croix au milieu d'un de ses côtés. Si une croix est brodée dans un coin, on s'arrange pour qu'elle soit visible sur le dessus.
Selon sa taille, on le plie soit en accordéon dans le sens de la longueur, puis on le plie en deux, soit en deux dans chaque sens, s'il est trop petit pour être plié en accordéon.
Depuis la réforme liturgique, comme ce linge n'a aucune fonction sacrée, on peut utiliser n'importe quel essuie-main, propre et digne, ce qui évite toute confusion avec le purificatoire et le corporal. Il est lavé de manière ordinaire.

## Sources
- (en) Joseph Braun, « Manuterge », dans Catholic Encyclopedia, vol. 9 : Victor de Laprade - Liturgy of the Mass, Robert Appleton Company, 1913 (lire en ligne) (consulté le 18 août 2025)